# 莫耳吸光度

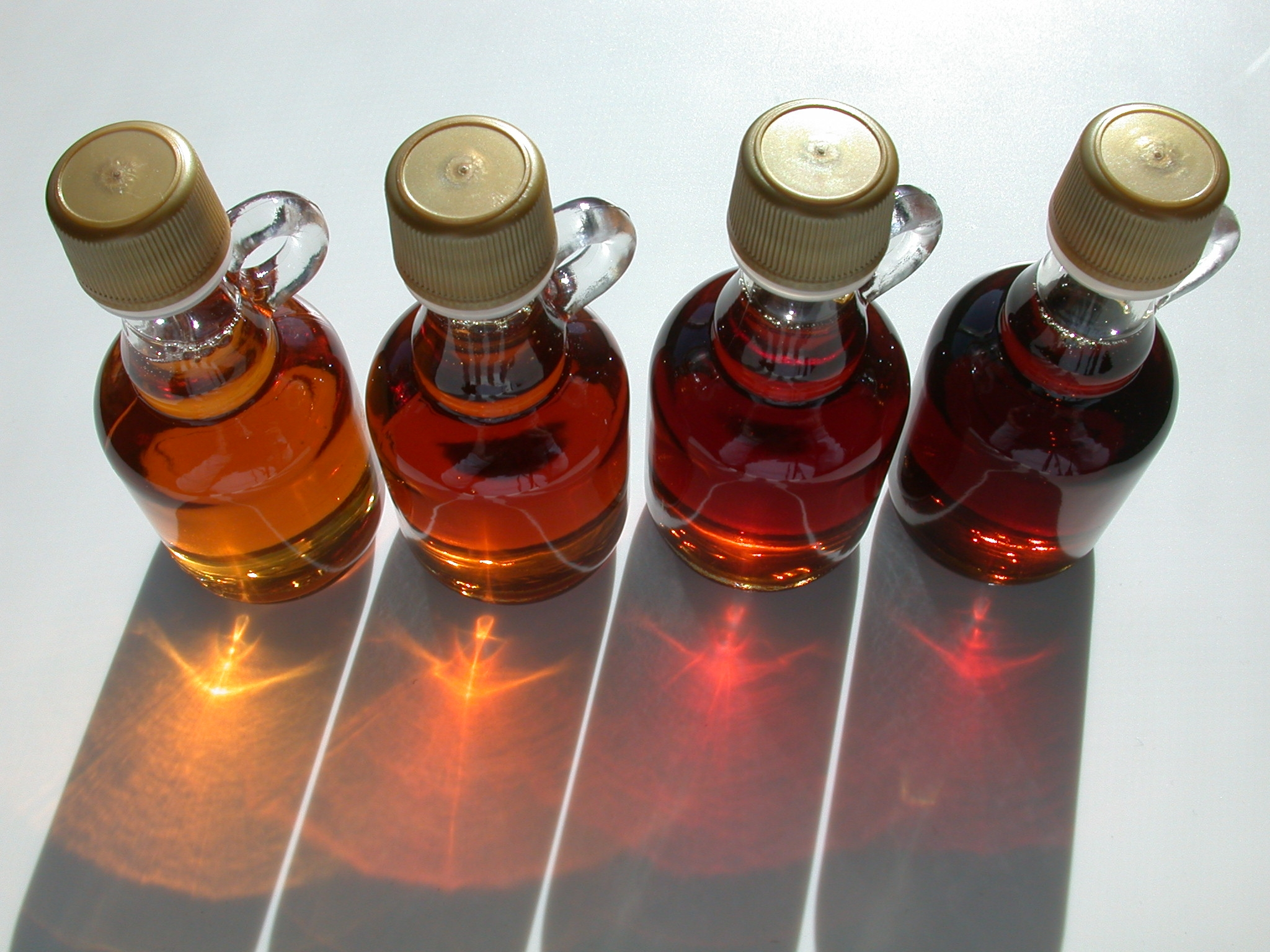
給定波長的光束的強度損失取決於溶質的性質、其摩爾濃度和穿過的厚度。圖片：佛蒙特州楓糖漿

莫耳消光係數，又稱莫耳吸光係數，是衡量化學物質吸收特定波長光強度的度量單位。此為物質的固有性質。根據比尔-朗伯定律，A = εcl，試樣的實際吸光度A，與光徑長l、物質濃度c有關。ε的單位通常是M-1cm-1或L mol-1cm-1。因為1公升合1000cm3，有時1000倍大的數值在舊表示法中常使用cm2mol-1。
在生物化學裡，蛋白質在280nm的消光係數幾乎全由芳香族殘基，尤其是色胺酸所決定，可由胺基酸序列預測。 若消光係數已知，可以決定溶液中蛋白質濃度。
另一個消光係數的度量單位是E1%，稱為質量消光係數。E1%是1%質量百分濃度溶液的吸光度，單位為dag-1L cm-1。ε和E1%的換算可使用下列公式：ε = ((E1%/10)*分子量)
當溶液中含超過一種吸光物種，總吸光度為個別物質（X,Y等）吸光度的總和：
{\displaystyle A=(\varepsilon _{\mathrm {X} }c_{\mathrm {X} }+\varepsilon _{\mathrm {Y} }c_{\mathrm {Y} }+\cdots )l}
N種成分的混合物組成可藉測量N個波長N個波長的吸光度找出（個別化合物在這些波長的ε值須已知），選定的波長通常是個別化合物最大吸收（吸光度峰值）的波長。任意波長不必是任一對物質的等消光點。N種成分的濃度ci和波長λi、吸光度A(λi)可求得：
{\displaystyle A(\lambda _{i})=l\sum _{j=1}^{N}\varepsilon _{j}(\lambda _{i})c_{j}}
這組聯立方程式可求解以導出個別吸光物種的濃度。
莫耳消光係數ε與吸收截面{\displaystyle \sigma }直接相關：
{\displaystyle \sigma =2303{\frac {\varepsilon }{N}}=3.82\times 10^{-21}\varepsilon }
單位為cm2。